# Michael Mayr (Bildhauer)
Johann Michael Mayr (* 1650 in Mehrn bei Brixlegg; † 1725 ebenda) war ein österreichischer Barockbildhauer.

## Leben

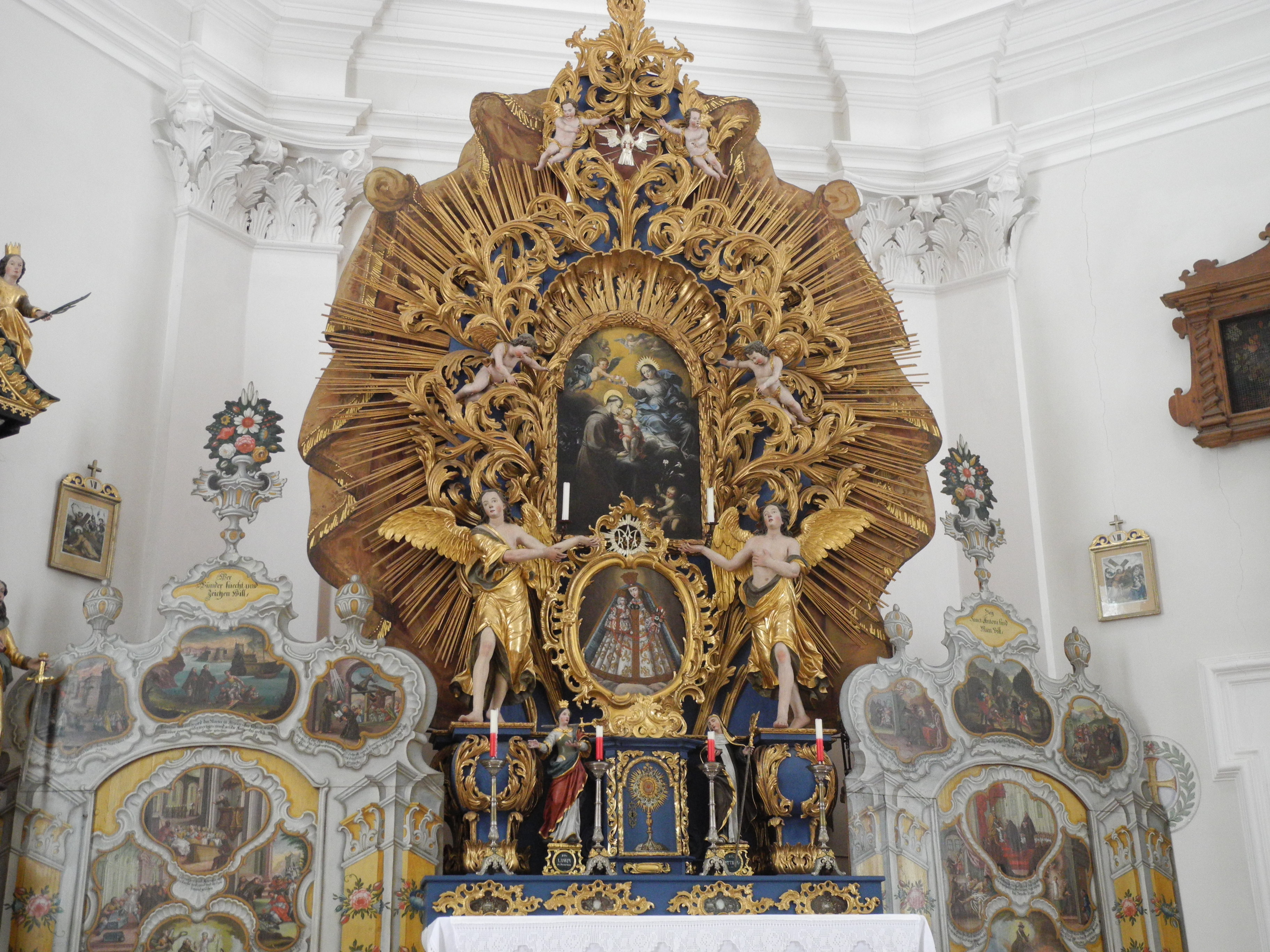
Hochaltar, Antoniuskapelle Oberau

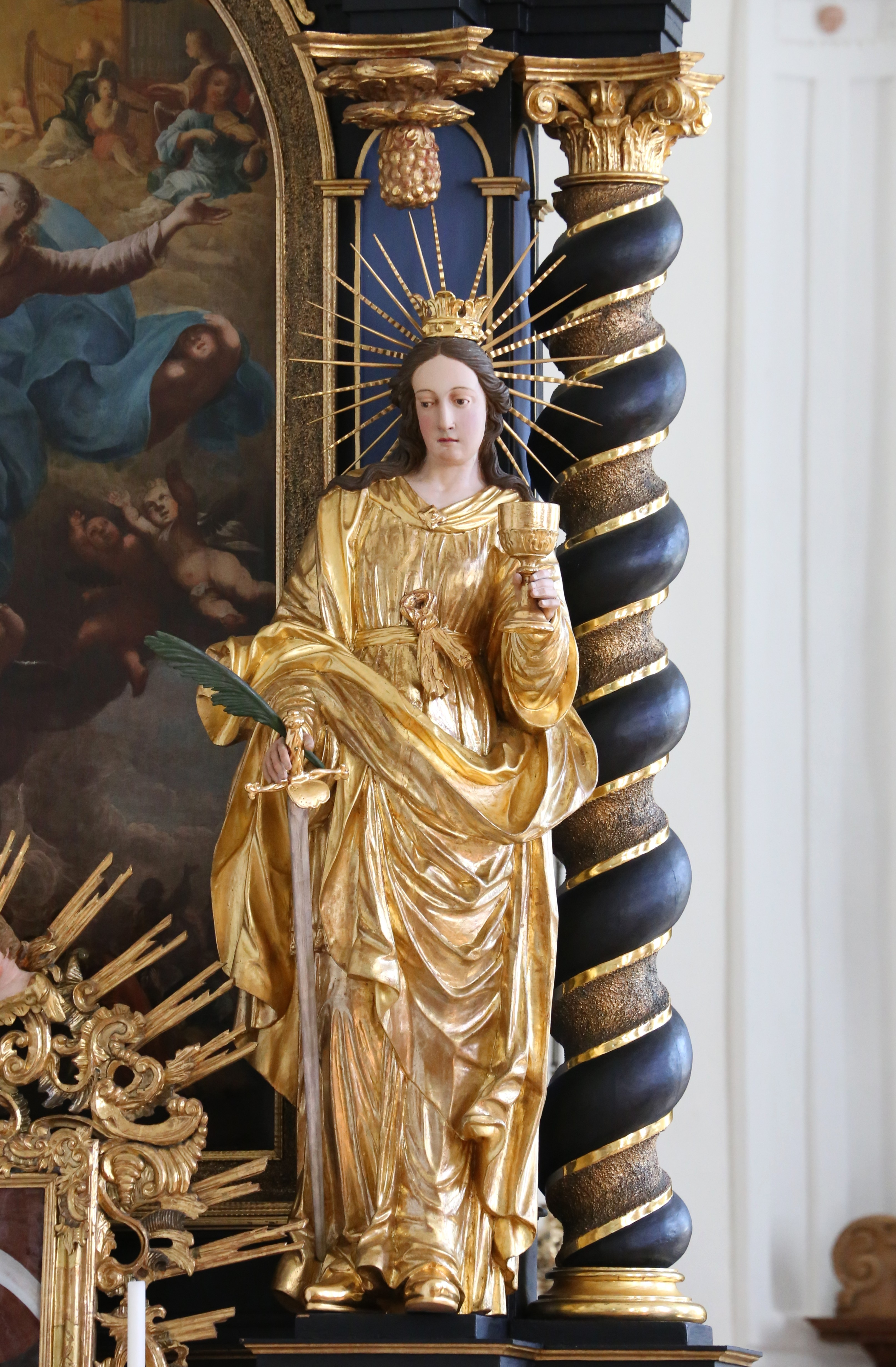
Hl. Barbara, linker Seitenaltar, Filialkirche Mehrn

Über Mayrs Ausbildung ist nichts bekannt. Vor 1688 erhielt er vom kaiserlichen Hofkammerrat Abraham Faber von Lanegg und dessen Frau Ursula Lutz von Glötsch den Auftrag für sein Erstlingswerk, den Hochaltar der Filialkirche Mehrn bei Brixlegg, den er zusammen mit dem Tischler Hans Markopf ausführte. In Folge schuf er zahlreiche Figuren und Altäre vorwiegend für Kirchen im Tiroler Unterland, wobei er häufig mit dem Maler Michael Waginger und dem Altartischler Georg Lengerer zusammenarbeitete. Sein Sohn Jakob war ebenfalls Bildhauer.

## Werke
- Figuren hl. Antonius und hl. Leonhard, Filialkirche St. Gertraudi, 1687–1690
- Hochaltar und Seitenaltäre, Kanzel, Filialkirche Mehrn, 1688/1695[2]
- Hochaltar, Wallfahrtskirche Mariathal, um 1690
- Hochaltar und Seitenaltäre, Pankrazkirche in Pankrazberg, 1698–1701
- vordere Seitenaltäre, Kanzelkorb, Pfarrkirche Brixlegg, um 1700[2]
- Seitenaltäre, Pfarrkirche Niederau, um 1700[3]
- Hochaltar, Antoniuskapelle in Oberau, 1707
- Kreuzigungsgruppe und Ölberggruppe, Kalvarienbergkapelle Mariathal, um 1710[1]
- Altarfiguren, Frauenkapelle in Taxenbach, 1711[4]